# Publicidade redacional
Publicidade redacional nada mais é do que a publicação, por veículos de imprensa, de matérias pagas, o que torna muito tênue a fronteira entre o jornalismo e a publicidade, sendo que pagar por reportagens não é exclusividade de países em desenvolvimento, mas prática generalizada no mundo.